# كرايغ فيشر
كرايغ فيشر هو لاعب هوكي الجليد كندي، ولد في 30 يونيو 1970 في أوشاوا في كندا.

## وصلات خارجية
- كرايغ فيشر على موقع دوري الهوكي الوطني (الإنجليزية)
- كرايغ فيشر على موقع قاعة مشاهير الهوكي (لاعب أن.إتش.أل) (الإنجليزية)
- كرايغ فيشر على موقع EliteProspects.com (الإنجليزية)
- كرايغ فيشر على موقع HockeyDB.com (الإنجليزية)
- كرايغ فيشر على موقع Hockey-Reference.com (الإنجليزية)